# Bebearia elieusis
Bebearia elieusis är en fjärilsart som beskrevs av William Chapman Hewitson 1866. Bebearia elieusis ingår i släktet Bebearia och familjen praktfjärilar. Inga underarter finns listade i Catalogue of Life.